# Dean Phillips
Dean Benson Phillips, född 20 januari 1969 i Saint Paul, Minnesota, är en amerikansk affärsman och politiker. Han är ledamot av USA:s representanthus för Minnesota sedan 2019. Phillips utmanade utan framgång den sittande presidenten Joe Biden i Demokraternas primärval inför det amerikanska presidentvalet 2024. Politiskt har han beskrivits som en politiker som ligger i mittfåran i partiet.

## Presidentkampanj 2024
I juli 2023 meddelade Phillips att han övervägde att ställa upp som presidentkandidat och därmed utmana president Joe Biden i de demokratiska presidentvalen 2024. Några månader senare, den 27 oktober, tillkännagav han officiellt sin kandidatur, efter att han lämnat in de nödvändiga papperen till den federala valkommissionen dagen innan. Ett tungt vägande skäl till kandidaturen var att han menade att Biden, som han trots allt beundrar, var för gammal för ytterligare fyra år som president. Efter att ha fått svagt väljarstöd i primärvalen valde Philips efter supertisdagen 5 mars 2024 att avsluta sin kampanj.